# Kritsjim
Kritsjim (Bulgaars: Кричим) is een stad in Bulgarije in de oblast Plovdiv. Het is de hoofdstad en de enige nederzetting in de gelijknamige gemeente Kritsjim. Op 31 december 2018 wonen er 7906 inwoners in de stad Kritsjim.

## Bevolking
Net als de meeste plaatsen in Bulgarije heeft ook Kritsjim te kampen met een bevolkingsafname. 
| stad Kritsjim | 4515 | 6026 | 6992 | 9600 | 8687 | 9441 | 8761 | 8535 | 8409 | 7906 |

#### Bevolkingssamenstelling
Kritsjim heeft een gemengde bevolking met een nipte  Bulgaarse meerderheid (55%). De  Turken (20%) en de  Roma (7%) vormen belangrijke minderheden. Een groot deel van de bevolking heeft geen antwoord gegeven of niet gereageerd op de volkstelling van 2011. 
|                   | Totaal | Percentage (%) |
| ----------------- | ------ | -------------- |
| Bulgaren          | 4652   | 55,32          |
| Bulgaarse Turken  | 1646   | 19,57          |
| Roma              | 564    | 6,71           |
| Overig            | 44     | 0,52           |
| Geen antwoord     | 1279   | 15,21          |
| Niet gereageerd   | 224    | 2,66           |
| Kritsjim (totaal) | 8409   | 100,00         |

#### Religie
Kritsjim wordt gemerkt door zijn grote etnische en religieuze diversiteit. De meeste inwoners belijden het christendom of de islam. Deze verschillende religies leven vreedzaam naast elkaar. Volgens de volkstelling van 2011 is zo’n 46% van de bevolking lid van de Bulgaars-Orthodoxe Kerk, terwijl zo’n 13% moslim is. Kleinere aantallen zijn protestants, katholiek of niet-religieus. Een groot deel van de bevolking heeft niet gereageerd op de volkstelling van 2011.